# Коншино (Вологодская область)
Коншино — деревня в Вологодском районе Вологодской области.
Входит в состав Кубенского сельского поселения, с точки зрения административно-территориального деления — в Кубенский сельсовет.
Расстояние по автодороге до районного центра Вологды — 31 км, до центра муниципального образования Кубенского — 1 км. Ближайшие населённые пункты — Клокуново, Ширяево, Олехово, Куровское, Алёшино, Папино, Кашкалино, Погост Воскресенье, Кубенское, Щипино.
По переписи 2002 года население — 38 человек (16 мужчин, 22 женщины). Всё население — русские.